# Rakića Kuće
Rakića Kuće este un sat din municipiul Podgorica, Muntenegru. Conform datelor de la recensământul din 2003, localitatea are 164 de locuitori (la recensământul din 1991 erau 99 de locuitori).

## Demografie
În satul Rakića Kuće locuiesc 112 persoane adulte, iar vârsta medie a populației este de 32,4 de ani (32,5 la bărbați și 32,3 la femei). În localitate sunt 31 de gospodării, iar numărul mediu de membri în gospodărie este de 5,29.
Populația localității este foarte eterogenă.
|  |

| Demografie | Demografie | Demografie |
| An         | Locuitori  | Locuitori  |
| ---------- | ---------- | ---------- |
|            |            |            |
|            |            |            |
|            |            |            |
|            |            |            |
| 1948       | 52         |            |
| 1953       | 56         |            |
| 1961       | 72         |            |
| 1971       | 82         |            |
| 1981       | 108        |            |
| 1991       | 99         | 87         |
| 2003       | 200        | 164        |

| \| Componența etnică conform recensământului din 2003[2] \| Componența etnică conform recensământului din 2003[2] \| Componența etnică conform recensământului din 2003[2] \| Componența etnică conform recensământului din 2003[2] \| Componența etnică conform recensământului din 2003[2] \| \| ----------------------------------------------------- \| ----------------------------------------------------- \| ----------------------------------------------------- \| ----------------------------------------------------- \| ----------------------------------------------------- \| \| \| \| \| \| \| \| Albanezi \| Albanezi \| \| 106 \| 64,63% \| \| Muntenegreni \| Muntenegreni \| \| 22 \| 13,41% \| \| Sârbi \| Sârbi \| \| 21 \| 12,8% \| \| Musulmani \| Musulmani \| \| 10 \| 6,09% \| \| Croați \| Croați \| \| 1 \| 0,6% \| \| necunoscută \| necunoscută \| \| 0 \| 0% \| |              |  |     |        |
| Componența etnică conform recensământului din 2003 |              |  |     |        |
| |              |  |     |        |
| Albanezi | Albanezi     |  | 106 | 64,63% |
| Muntenegreni | Muntenegreni |  | 22  | 13,41% |
| Sârbi | Sârbi        |  | 21  | 12,8%  |
| Musulmani | Musulmani    |  | 10  | 6,09%  |
| Croați | Croați       |  | 1   | 0,6%   |
| necunoscută | necunoscută  |  | 0   | 0%     |